# Erik Lindholm (fiolbyggare)
Erik Lindholm, född den 22 oktober 1874 i Djurmo, död den 7 mars 1952 i Enebyberg, var en svensk fiolbyggare, verksam i Stockholm. 
Erik Lindholm byggde fioler som amatör innan han reste till staden Markneukirchen i Tyskland för att lära yrket i Mäster Oskar Zimmers verkstad. Efter studierna arbetade han för Hovinstrumentmakare Eugen Gärtner i Stuttgart där han fick lära sig reparationstekniker samt studera och lära känna de stora mästarnas arbeten. Lindholm arbetade även för Georg Stössel i Köln där han fördjupade sig i lackering och retuscheringstekniker, innan han återvände till Stockholm och öppnade sin egen ateljé år 1907.
Erik Lindholm genomförde många krävande renoveringar och byggde violiner av hög kvalité vilka är mycket eftertraktade. Det första instrumentet med hans sedel är tillverkat 1907 och det sista höll han på att färdigställa när han avled 1952. Instrument är tillverkade efter personliga modeller som starkt avspeglar kunskap och erfarenheter hämtade från utlandet. År 1948 tilldelades Lindholm ett hedersdiplom, för en violin han ställt ut vid den internationella violinbyggartävlingen i Haag. De finaste exemplaren likställs idag med de bästa instrumenten tillverkade i Italien, vid samma tid. Erik Lindholm är begravd på Danderyds kyrkogård.